# دونا إمام
دونا حسام الدين إمام (مواليد 4 فبراير 1997) هي ممثلة مصرية من مواليد القاهرة. شاركت بالتمثيل في عدد من الأعمال الفنية، ومنها: مسلسل الصفارة عام 2023، و مسلسل مذكرات زوج عام 2023 ومسلسل ريفو ج2.

## وصلات خارجية
- دونا إمام على موقع IMDb (الإنجليزية)
- دونا إمام على موقع الدهليز
- دونا إمام على موقع قاعدة بيانات الأفلام العربية
- دونا إمام على موقع قاعدة بيانات الفيلم (الإنجليزية)
- ذا بليند دايت شو 2 - الحلقة 11 مع دونا و مراد
- دونا إمام: من طفولة رياضية لإصابة قلبت حياتي – كيف اكتشفت شغفي الحقيقي؟
- كيف انتقلت دونا إمام من كرة السلة إلى عالم الفن والتمثيل؟